# Maravalia swartziae
Maravalia swartziae är en svampart som beskrevs av Y. Ono 1984. Maravalia swartziae ingår i släktet Maravalia och familjen Chaconiaceae.   Inga underarter finns listade i Catalogue of Life.